# Petrogrom
Petrogrom, ook de rotsen van Pjotr Gronski of Grony genoemd, is een berg in het centrale deel van de Oeral met een groep rotsen op de top. De berg ligt in Rusland in de buurt van Jekaterinenburg (oblast Sverdlovsk), vlak bij het dorp Iset. Het is een geomorfologisch, geologisch, archeologisch en botanisch natuurmonument, en een van de meest populaire toeristische bestemmingen in de regio.
Op kaarten zijn de rotsen vernoemd naar de revolutionair Pjotr Gronski, die in het dorp Iset woonde. In de Sovjettijd geloofde men dat revolutionair ingestelde arbeiders onder leiding van Pjotr Gronski hier bijeenkomsten hielden en wapens verborgen. Meer recent zijn lokale historici er echter achter gekomen dat Pjotr Gronski toendertijd nog te jong was om deelgenomen te hebben aan revolutionaire gebeurtenissen. Daarom zijn veel wetenschappers en anderen de berg Petrogrom gaan noemen, naar Peter de Donderaar: plaatselijke bewoners zeggen dat de bliksem hier vaak inslaat.

## Beschrijving
De Petrogrom-rotsen bevinden zich op de top van de met bos bedekte 370 m hoge berg met dezelfde naam. In het noorden breekt de berg verticaal af, naar het zuiden zijn de hellingen glooiender, waarlangs men naar de rotsen kan klimmen. De rotsformaties bestaan uit verscheidene massieve, blokvormige formaties die uit de grond steken en zich als een bergkam van oost naar west langs de top van de berg uitstrekken. De relatieve hoogte van de rotsen bereikt 16 meter. De rotsen zijn samengesteld uit rechthoekige, afgeronde matrasachtige granieten platen die elkaar overlappen met veel horizontale plooien en op sommige plaatsen met verticale scheuren die er doorheen snijden en kloven vormen. De rotsen zijn gevormd uit een oude vulkaan. Het graniet in de rotsen is ongeveer 300 miljoen jaar oud. Tijdens hun bestaan werden de rotsen onderworpen aan sterke verwering, waardoor verticale pilaren met bizarre vormen werden gevormd. Vanaf de top van de rotsen is er uitzicht op de omliggende bossen en bergen.
De archeoloog Jelizabeta Bers schreef over deze rotsen: 
De contouren van sommige massieven zijn bizar. De eerste rotsen uit het oosten lijken op twee reuzen met hoeden die uit graniet zijn gesneden, en een deel van rots nr. 6 lijkt een kunstmatig uitgesneden kop van een sfinx te zijn. Maar deze ‘sculpturen’ zijn door de natuur zelf gemaakt, en niet door mensenhanden.

## Archeologische vondsten
In 1957 voerde Bers hier archeologische opgravingen uit, waarbij de archeologen op de toppen van de rotsen overblijfselen ontdekten van 18 smelterijen en ovens voor het gieten van koper en ijzer, en een groot aantal kleine verbrande botten en slakken. De ovens, toegeschreven aan de Itkoelcultuur van de 5e tot 3e eeuw voor Christus, en de latere Petrogromcultuur (2e helft 1e millennium na Chr.) bereikten een hoogte van 1,5 m. Ze waren gemaakt van stenen blokken en bevonden zich in bergspleten. 
Volgens de huidige beschikbare gegevens werd erts naar de berg Petrogrom gebracht vanuit de Sogrinski-mijn, rijk aan zowel koper- als ijzererts, gelegen aan de bovenloop van de rivieren Medjanka en Sogra. Van de Sogrinski-mijn naar Petrogrom is het hemelsbreed slechts 9 km, een afstand die met paardentractie zonder veel moeite kon worden overwonnen.
Het koper- en ijzererts werd hier gesmolten, waarbij fijngemalen dierlijke botten en steenkool als vloeimiddel aan het erts werden toegevoegd. Vervolgens werd het gesmolten metaal in mallen gegoten. De metaalbewerkers verkochten pijlpunten, sieraden en andere producten die hier werden gemaakt tot voorbij de Oeral. De overblijfselen van de smeltovens hebben in Oost-Europa geen analogen uit die tijd. Een reconstructie van een smeltoven uit Petrogrom is te zien in het Streekmuseum van Sverdlovsk.

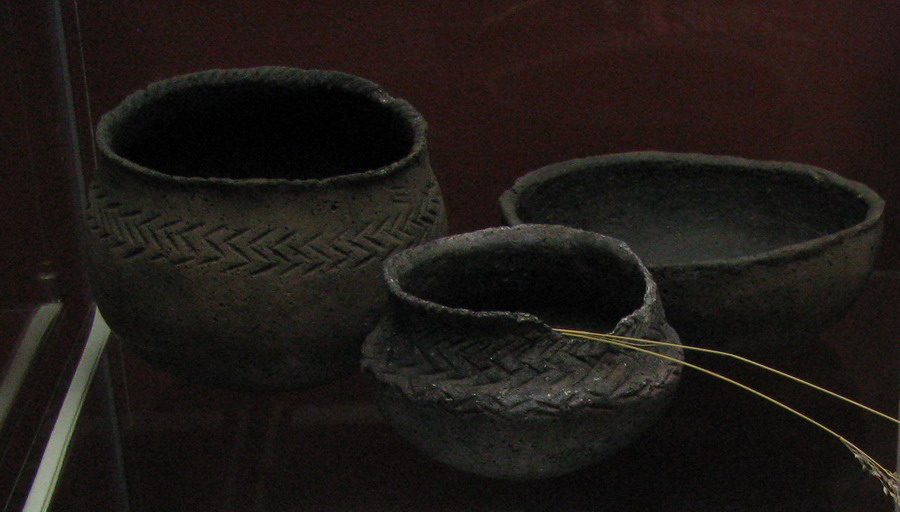
aardewerk van de Petrogromcultuur